# Janne Saarinen
Janne Johannes Saarinen, född 28 februari 1977 i Esbo i Finland, är en finländsk före detta fotbollsspelare.
Saarinen började karriären som lovande mittfältare i HJK Helsingfors, för vilka han gjorde finsk ligadebut 1993. År 1997 värvades han av IFK Göteborg men han var mycket skadedrabbad och spelade bara tre allsvenska matcher. Efter två år återvände Saarinen till HJK, där han omskolades till back av tränaren Jyrki Heliskoski. Han var framgångsrik i sin nya position och värvades 2001 till norska Rosenborg. År 2003 flyttade Saarinen till tyska bundesligalaget 1860 München men lyckades inte ta en ordinarie plats utan gick året efter till FC Köpenhamn. Saarinen återvände 2006 till Finland och sin hemstad för att spela för FC Honka. Säsongerna 2008 och 2009 representerade Saarinen BK Häcken, som 2009 återigen blev ett allsvenskt lag.
Saarinen debuterade för det finska landslaget 16 augusti 2000 i en match mot Norge.

## Meriter
- Finska cupen: 1993, 1996, 2000
- Norska ligan: 2001, 2002
- Royal League: 2004-05